# 고령산
고령산(高嶺山)은 대한민국 경기도 파주시 광탄면 기산리와 영장리, 양주시 장흥계곡에 걸쳐 있는 산이다. 울창한 숲이 우거져 있고 능선을 따라 봄과 가을이면 꽃과 단풍이 절경을 이룬다. 고령산은 1634년에 주조한 보광사 범종 (경기도 유형문화재 제158호)과 조선 후기에 편찬된 《양주목읍지》에 각각 고령산(高嶺山)과 고령산(高靈山)으로 기록하고 있어 높고 신령스러운 산으로 불렀음을 알 수 있다. 산의 지질은 경기 지괴에 속하는 경기편마암복합체 미그마타이트(혼성암)질 편마암으로 구성된다.